# كوينتن موسى
كوينتن موسى (بالإنجليزية: Quentin Moses)‏ هو لاعب كرة قدم أمريكية أمريكي، ولد في 18 نوفمبر 1983 في أثينا في الولايات المتحدة، وتوفي في 12 فبراير 2017 في مونرو في الولايات المتحدة.

## وصلات خارجية
- كوينتن موسى على موقع كلية كرة السلة في سبورتس رفرنس.كوم (الإنجليزية)
- كوينتن موسى على موقع مرجع كرة القدم المحترفة.كوم (الإنجليزية)
- كوينتن موسى على موقع JustSportsStats.com (الإنجليزية)